# Manuchar Tskhadaia
Manuchar Tskhadaia (n. 19 martie 1985, Megrelia-Svanesia Superioară⁠(d), Georgia) este un luptător ce a reprezentat Georgia, medaliat olimpic. A participat la o ediție a Jocurilor Olimpice (2012) în care a câștigat o medalie de bronz.

## Participări
Lista de mai jos prezintă principalele competiții la care a participat Manuchar Tskhadaia de-a lungul carierei.
- wrestling at the 2012 Summer Olympics – men's Greco-Roman 66 kg[*]